# Ayenia filiformis
Ayenia filiformis är en malvaväxtart som beskrevs av S. Wats.. Ayenia filiformis ingår i släktet Ayenia och familjen malvaväxter. Inga underarter finns listade i Catalogue of Life.